# André Chanet
Pour les articles homonymes, voir Chanet (homonymie).
André Jean Chanet, né en 1816 et mort le 9 mars 1891 à Paris (15e arrondissement), est un médecin, homéopathe et poète français.

## Œuvre
Il publie des poèmes dans diverses revues, notamment dans le Journal pour toutes, dont il est collaborateur attitré en 1864. Il se fait connaître par un recueil de poèmes, Les Haltes, publié en 1868 sous le pseudonyme d'André Chaten. Ce recueil fut composé à Moussur, hameau de Castelnau-Montratier (Lot). Le manuscrit, dédié à sa sœur Priscille Pouzergues, est daté du 17 avril 1868 et porte le titre provisoire Entre Maliverne & Moussure bords de la Barguelonne. Parmi les dédicataires de ses poèmes, on trouve son frère Louis Antony, ses sœurs Antoinette de Jeauffreau-Blazac, Priscille Pouzergues, Céleste Campredon, ses fils Émile et Tony ainsi, entre autres, qu'Alexandre Piédagnel, Antony Deschamps, Jules Janin.
Un de ses poèmes, Vous n'êtes rien près d'elle, fut mis en musique par le peintre orientaliste Hippolyte Lazerges (1817-1887), qui fut également compositeur. Le poème Chanson lointaine fut lui aussi mis en musique, par Jean-Grégoire Pénavaire (1840-1906), et publié dans le recueil Vingt Mélodies de ce dernier (éditeur : Choudens). D'autres poèmes évoquent la « maison de Maliverne », « Valence, bords de la Barguelonne » ou le « manoir de Maliverne ». En 1886, il fut lauréat des « Concours poétiques du midi de la France » fondés par Évariste Carrance, le découvreur de Lautréamont.